# جورج موری
جورج موری (انگلیسی: George Murray; ۶ فوریهٔ ۱۷۷۲ – ۲۸ ژوئیهٔ ۱۸۴۶) نظامی و سیاست‌مدار اهل پادشاهی متحد بریتانیای کبیر و ایرلند بود. وی همچنین برندهٔ جوایزی همچون همکار انجمن سلطنتی شده‌است.